# Bob Inglis
Robert Durden "Bob" Inglis, född 11 oktober 1959 i Savannah, Georgia, är en amerikansk republikansk politiker. Han representerade delstaten South Carolinas fjärde distrikt i USA:s representanthus 1993–1999 och 2005–2011.
Inglis avlade 1981 grundexamen vid Duke University. Han avlade sedan 1984 juristexamen vid University of Virginia. Han arbetade därefter som advokat.
Inglis besegrade sittande kongressledamoten Liz Patterson i kongressvalet 1992. Han omvaldes lätt 1994 och 1996. Inglis hade lovat att inte stanna kvar längre än tre mandatperioder i representanthuset. Han höll 1998 sitt löfte och kandiderade till USA:s senat i stället. Han förlorade mot sittande senatorn Ernest Hollings. Inglis efterträddes 1999 som kongressledamot av Jim DeMint.
Jim DeMint kandiderade sedan till senaten i senatsvalet 2004 då Hollings inte längre kandiderade till omval. Inglis kandiderade i sin tur till representanthuset, vann valet och efterträdde DeMint där i januari 2005. Han besegrade demokraten William Griffith i kongressvalet i USA 2006. Han vann sedan mot Paul Corden i kongressvalet i USA 2008. Trey Gowdy besegrade Inglis i republikanernas primärval inför mellanårsvalet 2010.
Inglis är presbyterian. Han och hustrun Mary Anne har fem barn.